# Fórmula percentual
A fórmula percentual, ou fórmula porcentual, é uma fórmula química que expressa a proporção da massa de cada elemento em relação a massa total da molécula. É calculada dividindo-se a massa atômica de determinado elemento em uma molécula pela massa total da molécula e multiplicando-se o valor obtido por 100.

## Exemplos
A fórmula molecular da glicose é C6H12O6. A molécula da glicose (fórmula molecular C6H12O6) contém uma massa total de 180u (unidade de massa atômica), dos quais 72u são de carbono, 12u de hidrogênio e 96u de oxigênio.
- Carbono:

{\displaystyle \left({\frac {72}{180}}\right)\cdot 100=40\%}
- Hidrogênio:

{\displaystyle \left({\frac {12}{180}}\right)\cdot 100=6,66\%}
- Oxigênio:

{\displaystyle \left({\frac {96}{180}}\right)\cdot 100=53,33\%}
A fórmula percentual da glicose é, portanto, C40%H6,66%O53,33%